# 琴河感舊
《琴河感舊》是明末清初著名詩人吳梅村为卞玉京所写的四首七律组詩。吳梅村和卞玉京有過一段情緣，但没有任何结果。後來清兵入關，卞玉京改道士衣冠隱居，在錢謙益家看到了吳梅村這四首詩，才知道吳梅村對她還有舊情。數月後二人在太倉相見，卞為吳操琴，吳不勝感懷，寫了《聽女道士卞玉京彈琴歌》贈之。但兩人仍然無法有任何結果。卞玉京後來隱居江蘇無錫惠山，十多年後病逝，葬於惠山柢陀庵錦樹林。